# Голям откос
Голям откос (Голям отстъп, Голямо стъпало, Голям ескарп, Велик откос, Откос на Роджър; на английски: Great Escarpment) е названието на откос (отстъп, стъпало), отделящ високите плата на Южна Африка от крайбрежните равнини. Простира се на повече от 2000 km паралелно на бреговете на Индийския и Атлантическия океан от Зимбабве през Есватини, Лесото, Република Южна Африка и Намибия до Ангола. Представлява флексура, подложена милиони години под въздействието на денудацията. Най-голяма височина Големият откос достига в Драконовите планини (връх Каткин пик, 3660 m), където неговата относителна височина на места превишава 2000 m. От страна на морето Големият откос образува обрив (стъпало), голямата стръмност и денивелация на който се определя от теклите в древността базалтови лави. Отделни части от широките билни части на откоса са изградени от долерити и носят названията Сниуберг (2505 m), Винтерберг (2370 m) и Нювефелдберг (1965 m). Покрай западните брегове той образува 2 – 3 стъпала. Големият откос оказва много голямо влияние на климата по югоизточните брегове на Африка, като задържа влажните въздушни маси, пренасяни от югоизточните пасати, идващи от Индийския океан.